# Руски културно-информационен център в София
Руският културно-информационен център в София, съкратено РКИЦ, е официално задгранично представителство на Русия в България.
РКИЦ представлява Федералната агенция за ОНД, съотечествениците зад граница и международно хуманитарно сътрудничество, наричана съкратено Россотрудничество.
Центърът работи за развитие на сътрудничеството в областта на културните, езиковите, образователните, информационните, научно-техническите и деловите връзки между Русия и България.